# Röttingen

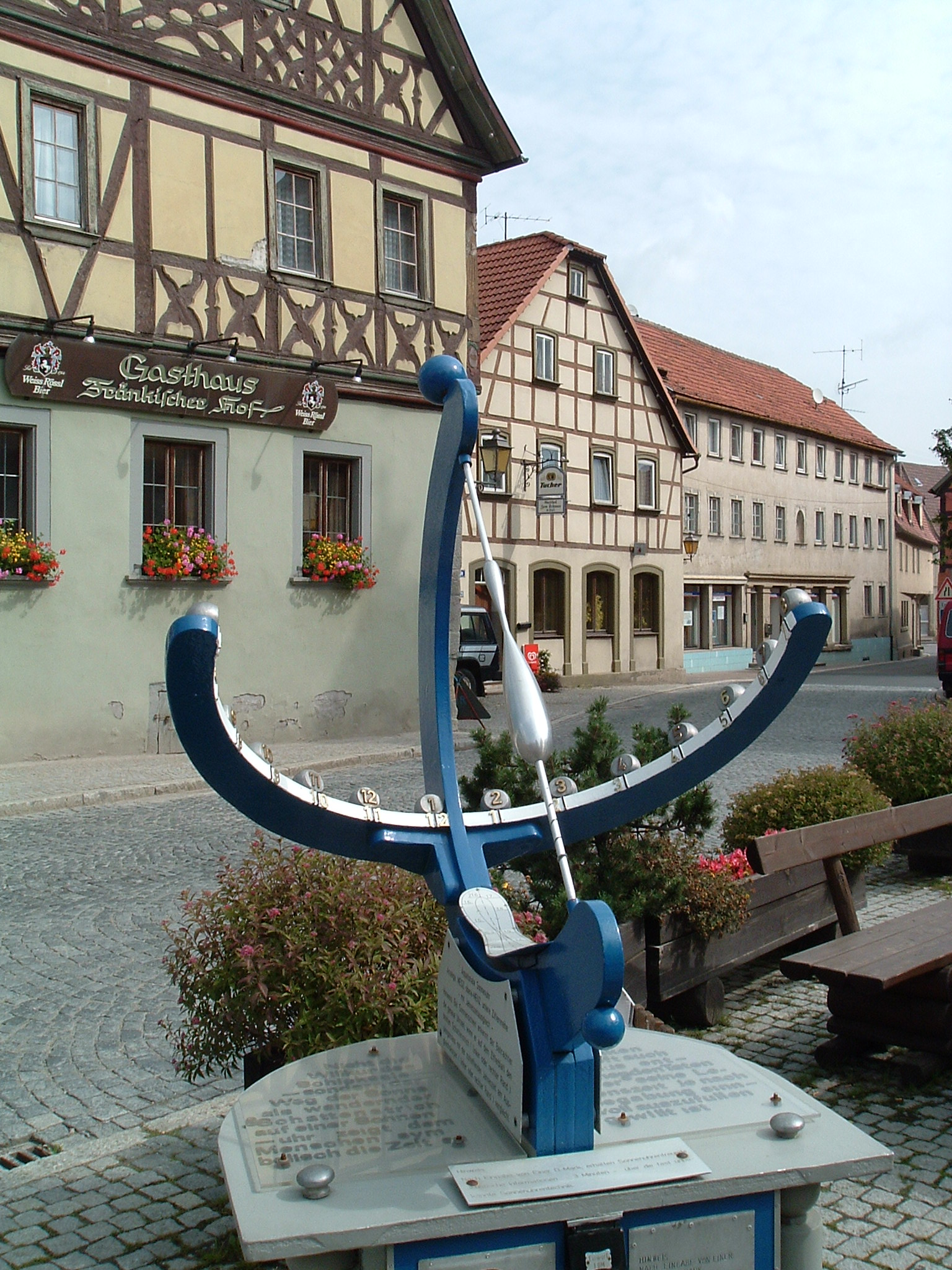
Cadran solaire à Röttingen

Röttingen est une ville d'Allemagne, dans l'Arrondissement de Wurtzbourg, en Basse-Franconie, Bavière dans la vallée de la Tauber, sur la Route Romantique. Au 1er janvier 2003, elle comptait 1781 habitants.
Cette petite ville du sud de la franconie a été choisie pour être la première ville européenne en 1953. Elle est entourée de fortifications avec des tours de défense bien préservées. Le point central de la ville médiévale est l'hôtel de ville baroque avec son porche richement décoré.
Röttingen est aussi appelée « la ville des cadrans solaires ». Ils ornent les façades, parcs et jardins de la cité.

## Histoire
- 1103 : première mention dans un document
- 1275 : attribution des droits urbains.
- 1298 : la ville est un point de départ du pogrom contre les juifs connu sous le nom de « pogrom de Rintfleisch ».
- 1803 : avec la sécularisation, le château passe au comte Ferdinand de Toscane mais revient définitivement à la Bavière en 1814.
- 1818 : création de la commune actuelle (Edit communal)
- 1972 : Strüth est incorporé à la commune et en 1979 Aufstetten.

## Religion
Répartition des différentes confessions :
- Catholiques romains : 90 %
- Protestants : 8 %
- Divers : 2 %

## Économie
Röttingen est un centre vinicole important de la vallée de la Tauber.

## Culture
Depuis 1984, un festival de théâtre est organisé année dans la cour du château Brattenstein. Informations : (de) Festspiele Röttingen

## Architecture
- Le château Brattenstein, mentionné pour la première fois dans un document de 1230
- Église paroissiale Saint Kilian (XIIIe siècle)
- Chapelle Saint Georges (XVe siècle)
- Maison de retraite Julius Echter (1614/1615)
- Enceinte urbaine avec sept tours de défense
- Hôtel de ville baroque (après 1750)
- Musée viticole dans la « Cave de Bacchus » (près du château Brattenstein)
- Musée du vignoble
- Depuis 1984, un parcours de 2 km fait découvrir différents modèles de cadrans solaires.